# Slammiversary

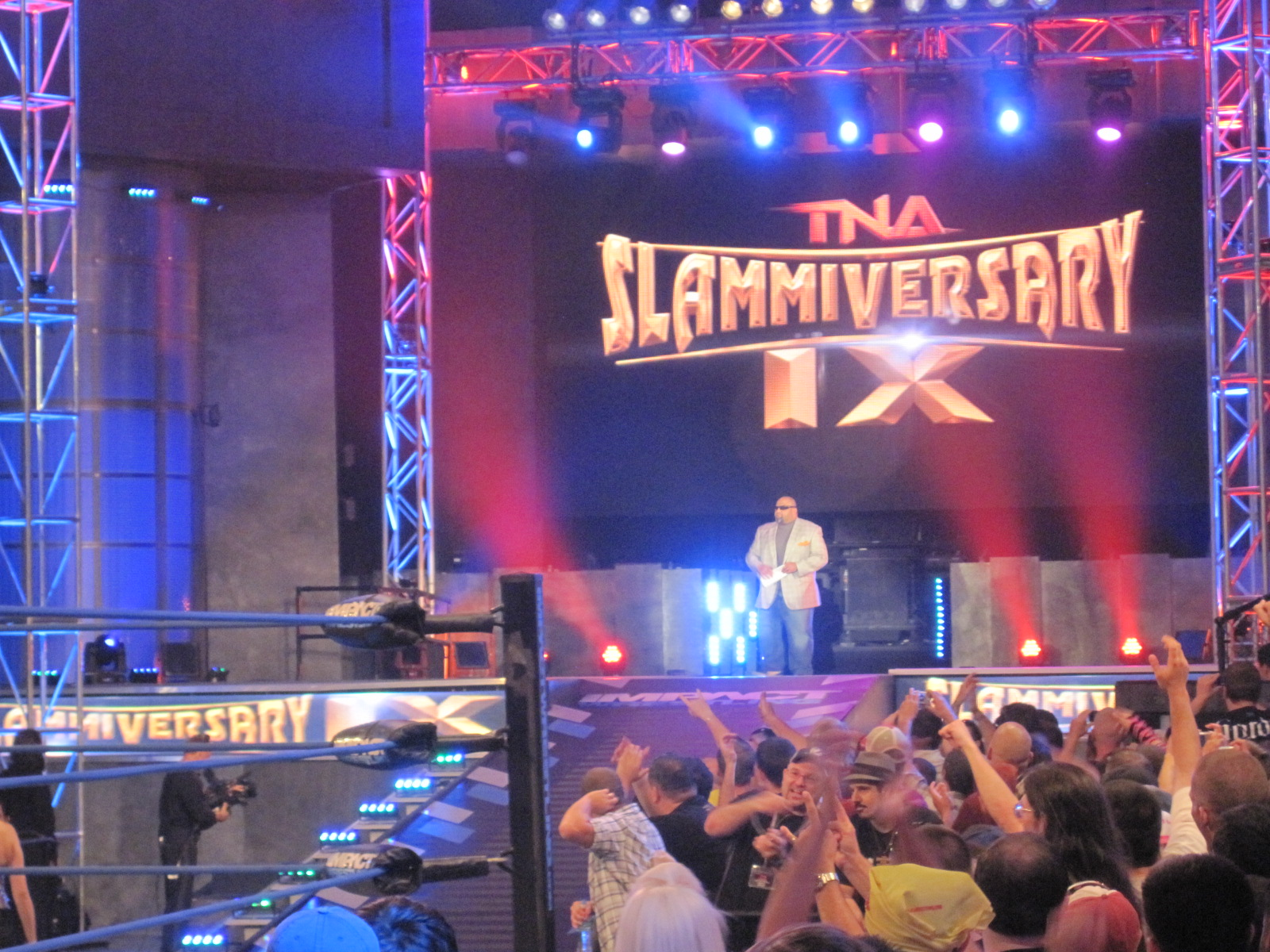
Sétima edición del TNA Slammiversary 2011. Orlando (Florida).

TNA Slammiversary es un evento de lucha libre profesional por parte de Impact Wrestling. Fue incorporado el 2005 en el mes de junio.

## Rasgos característicos de Slammiversary

### King of the Mountain match
Slammiversary se convirtió en la casa del primer King of the Mountain, una lucha en la que participan 5 hombres acompañados por escaleras intentando conseguir el Campeonato Mundial Peso Pesado de la TNA. Este tipo de combate debutó por primera vez en el segundo aniversario de la compañía, en un show semanal realizado en Nashville, Tennessee el 2 de junio de 2004, y desde entonces fue programado para el evento PPV Slammiversary. A partir del 2010 dejó de ser producido el combate de King of Mountain en este evento, por el arribo de Hulk Hogan a la empresa, eliminando diversas luchas a las que no agradaba el.

### Cambios de autoridad
En el pre-show de Slammiversary 2005, Larry Zbyszko cogió el micrófono y anunció que el anterior director general Dusty Rhodes se vio bajo una gran presión y dimitió, dando a entender que él sería quién tomaría las riendas de la compañía provisionalmente gracias a su rol de miembro del Comité de Campeonatos de la NWA.
En 2006, un muy desarrollado storyline fue el punto culminante para que la dirección de la TNA dijera cuál era la anhelada nueva cara, gracias al debut de Jim Cornette en el evento Slammiversary 2006.

## Ediciones
| #  | Evento               | Fecha               | Ciudad                   | Lugar                          | Evento principal |
| -- | -------------------- | ------------------- | ------------------------ | ------------------------------ | --- |
| 1  | Slammiversary (2005) | 19 de junio de 2005 | Orlando, Florida         | TNA Impact! Zone               | A.J. Styles (c) vs. Raven vs. Monty Brown vs. Abyss vs. Sean Waltman en un King of the Mountain Match por el Campeonato Mundial Peso Pesado de la NWA.                                           |
| 2  | Slammiversary (2006) | 18 de junio de 2006 | Orlando, Florida         | TNA Impact! Zone               | Christian Cage (c) vs. Jeff Jarrett vs. Abyss vs. Ron Killings vs. Sting en un King of the Mountain Match por el Campeonato Mundial Peso Pesado de la NWA.                                       |
| 3  | Slammiversary (2007) | 17 de junio de 2007 | Nashville, Tennessee     | Nashville Municipal Auditorium | Kurt Angle vs. Samoa Joe vs. A.J. Styles vs. Christian Cage vs. Chris Harris en un King of the Mountain Match por el inaugural Campeonato Mundial Peso Pesado de la TNA.                         |
| 4  | Slammiversary (2008) | 8 de junio de 2008  | Southaven, Mississippi   | DeSoto Civic Center            | Samoa Joe (c) vs. Robert Roode vs. Booker T vs. Rhino vs. Christian Cage en un King of the Mountain Match por el Campeonato Mundial Peso Pesado de la TNA, con Kevin Nash como árbitro especial. |
| 5  | Slammiversary (2009) | 21 de junio de 2009 | Auburn Hills, Míchigan   | The Palace of Auburn Hills     | Mick Foley(c) vs. Kurt Angle vs. Samoa Joe vs. Jeff Jarrett vs. A.J. Styles en un King of the Mountain Match por el Campeonato Mundial Peso Pesado de la TNA.                                    |
| 6  | Slammiversary VIII   | 13 de junio de 2010 | Orlando, Florida         | TNA Impact! Zone               | Rob Van Dam (c) vs. Sting por el Campeonato Mundial Peso Pesado de la TNA. |
| 7  | Slammiversary (2011) | 12 de junio de 2011 | Orlando, Florida         | TNA Impact Wrestling Zone      | Kurt Angle vs. Jeff Jarrett por la oportunidad de ser retador #1 al Campeonato Mundial Peso Pesado de la TNA y la medalla olímpica de Angle.                                                     |
| 8  | Slammiversary (2012) | 10 de junio de 2012 | Arlington, Texas         | College Park Center            | Bobby Roode (c) vs. Sting por el Campeonato Mundial Peso Pesado de la TNA. |
| 9  | Slammiversary XI     | 2 de junio de 2013  | Boston, Massachusetts    | Agganis Arena                  | Bully Ray (c) vs. Sting en un No Holds Barred Match por el Campeonato Mundial de Peso Pesado de la TNA.                                                                                          |
| 10 | Slammiversary XII    | 15 de junio de 2014 | Arlington, Texas         | College Park Center            | Eric Young (c) vs. Lashley vs. Austin Aries en un Steel Cage Match por el Campeonato Mundial Peso Pesado de la TNA.                                                                              |
| 11 | Slammiversary (2015) | 28 de junio de 2015 | Orlando, Florida         | Impact Wrestling               | Jeff Jarrett vs. Bobby Roode vs. Matt Hardy vs. Drew Galloway vs. Eric Young en un King of the Mountain Match por el renombrado Campeonato Rey de la Montaña de la TNA.                          |
| 12 | Slammiversary (2016) | 12 de junio de 2016 | Orlando, Florida         | Impact Wrestling               | Drew Galloway (c) vs. Lashley en un Tap Out or Knockout Match por el Campeonato Mundial Peso Pesado de TNA                                                                                       |
| 13 | Slammiversary XV     | 2 de julio de 2017  | Orlando, Florida         | Impact Wrestling               | Lashley (Campeón Mundial Peso Pesado de Impact) vs. Alberto el Patrón (Campeón Global de la GFW) en un Title vs. Title Winner Takes All Match Match.                                             |
| 14 | Slammiversary XVI    | 22 de julio de 2018 | Toronto, Canadá          | The Rebel Complex              | Austin Aries (c) vs. Moose por el Campeonato Mundial Peso Pesado de Impact. |
| 15 | Slammiversary XVII   | 7 de julio de 2019  | Dallas, Texas            | Gilley's Dallas                | Sami Callihan vs. Tessa Blanchard |
| 16 | Slammiversary (2020) | 18 de julio de 2020 | Nashville, Tennessee     | Skyway Studios                 | Ace Austin vs. Eddie Edwards vs. Eric Young vs. Rich Swann vs. Trey por el vacante Campeonato Mundial de Impact.                                                                                 |
| 17 | Slammiversary (2021) | 17 de julio de 2021 | Nashville, Tennessee     | Skyway Studios                 | Kenny Omega vs. Sami Callihan |
| 18 | Slammiversary (2022) | 19 de junio de 2022 | Nashville, Tennessee     | The Fairgrounds Nashville      | Josh Alexander vs. Eric Young |
| 19 | Slammiversary (2023) | 15 de julio de 2023 | Windsor, Ontario, Canadá | St. Clair College              | Alex Shelley vs. Nick Aldis |
| 19 | Slammiversary (2024) | 20 de julio de 2024 | Montreal, Quebec, Canadá | Verdun Auditorium              | Nic Nemeth vs. Moose vs. Josh Alexander vs. Steve Maclin vs. Frankie Kazarian vs. Joe Hendry en un Elimination Match por el Campeonato Mundial de TNA.                                           |
| 20 | Slammiversary (2025) | 20 de julio de 2025 | Belmont, New York        | UBS Arena                      | |